# Шицс, Карлис
Карлис Шицс (латыш. Kārlis Šics; 1904, Алойская волость, Лифляндская губерния, Российская империя — 18 сентября 1981, Рига) — латвийский советский государственный и общественный деятель.

## Биография
После окончания начальной школы работал в мастерских. В 1927 году стал сотрудничать с компартией Латвии. Переехал в Ригу.
С 1929 года — член Коммунистической партии Латвии, был избран секретарём фабричной ячейки. В 1931—1933 годах — на подпольной партийной работе.
В 1934 году заключён в тюрьму за политическую деятельность. После выхода на свободу возобновил подпольную деятельность.
После ввода советских войск в Латвию в 1940 году избран депутатом Народного Сейма Латвии, был членом президиума Сейма. Один из двадцати депутатов парламента, которые обратились с просьбой о включении Латвии в состав СССР в Москве. После был назначен народным комиссаром лёгкой промышленности в новом латвийском правительстве.
После окончания Второй мировой войны, в 1945 году стал председателем правления производственной кооперации и председателем местного совета промышленности Национального экономического совета Латвийской ССР.
Умер в Риге. Похоронен на Лесном кладбище.

## Награды
- Орден Трудового Красного Знамени (дважды)
- медали СССР.